# 西莫·萨里宁
西莫·萨里宁（芬蘭語：Simo Saarinen，1963年2月14日—），芬兰男子冰球运动员。他曾代表芬兰参加1984年、1988年和1992年冬季奥林匹克运动会冰球比赛，其中1988年冬季奥运会获得一枚银牌。